# 448
448 је била преступна година.

## Догађаји
- Цар Теодосије II шаље посланство Хуну Атили; Анатолије, источноримски генерал (магистер милитум) одговоран за безбедност источне границе, постиже мировни споразум са Хунима, у замену за годишњи данак од 950 килограма злата годишње.
- Атила у уговору захтева евакуацију територије која се протеже од Сингидунума (Београд, Србија) 500 километара источно дуж Дунава до града Нове (Свиштов, Бугарска). Ова депопулација и стварање тампон зоне лишава Римљане њихових природних одбрамбених предности.
- Цар Теодосије II наређује да се спале све нехришћанске књиге.
- Флавије Аеције потискује Багаудае у Арморици (Галија), и побеђује Салијске Франке под краљем Хлодијем код Араса (Белгијска Галија); освајачи су заустављени око прелаза преко реке у близини Викус Хелене.
- Рехиар је наследио свог оца Рехилу на месту краља Свева у Галицији (Северна Шпанија). Оженио се кћерком визиготског краља Теодорика I и прелази у хришћанство.
- Коу Кианзхи, кинески даоистички реформатор, умире након што је преобратио цара Таивуа из Северног Веја и успоставио даоизам као доминантну религију у земљи. Његова смрт наговештава оживљавање будизма као доминантне вере у Кини.
- Евтихије је оптужен за јерес на црквеном сабору одржаном у Цариграду.

- Википедија:Непознат датум — Гепиди освојили Сингидунум.

## Смрти
- Арсеније Велики је хришћански светитељ